# Duško Mrduljaš (sindikalist)
Duško Mrduljaš, (1912. – Vinica, 11. travnja 1941.), hrvatski sindikalist i komunist

## Životopis
Rodio se je u splitskoj obitelji iz Varoša Mrduljaš Babo. Po zanimanju je bio kuhar i slastičar. Stupio u radnički pokret. Napredovao u sindikatu te je prije rata bio predsjednik Ujedinjenoga sindikalnoga saveza Jugoslavije za Dalmaciju. Otišao je u komunistički Sovjetski Savez 1935. godine gdje se do 1937. politički obrazovao zajedno s Titom, Kardeljem i Kidričem. Krajem 1938. godine postavljen je za sekretara Pokrajinskog komiteta KPH za Dalmaciju, no s te je pozicije smijenjen nakon svega nekoliko mjeseci te je na njegovo mjesto postavljen Vicko Krstulović. Zatvoren u Lepoglavi kao politički zatvorenik. Strijeljan je u obližnjem selu Vinici 11. travnja 1941. godine.
U Splitu se je u doba Jugoslavije po Dušku Mrduljašu zvala jedna ulica i osnovna škola.